# هايماميبا
هايماميبا (الاسم العلمي: Haemamoeba) هي جنيس من المتصورة،  تتبع جنس متصورة.